# 2019 LF6
2019 LF6 — астероїд групи Атіри, що на момент відкриття мав найкоротший орбітальний період. Виявлений у червні 2019 року за допомогою камери Zwicky Transient Facility (ZTF), становленої в Паломарській обсерваторії (Каліфорнія).

## Характеристика
Точний розмір астероїда не встановлено. Вважається, що він може сягати 1000 м у діаметрі. Орбіта астероїда лежить всередині орбіти Землі, виходить за межі орбіти Венери і часом наближається до орбіти Меркурія. Велика піввісь становить 0,5553 а. о (83 млн км). Один оберт навколо Сонця здійснює за 151 добу. На момент відкриття 2019 LF6 став астероїдом з найменшою великою піввіссю та найкоротшим орбітальним періодом, посунувши 2019 AQ3 з першого місця за цими показниками. Тільки планета Меркурій має меншу велику піввісь (0,387 а. о.) і коротший орбітальний період (88 днів). Крім того, 2019 LF6 має незвичайно великий нахил орбіти до екліптики — 29,5°.